# Navarra. Temas de Cultura Popular

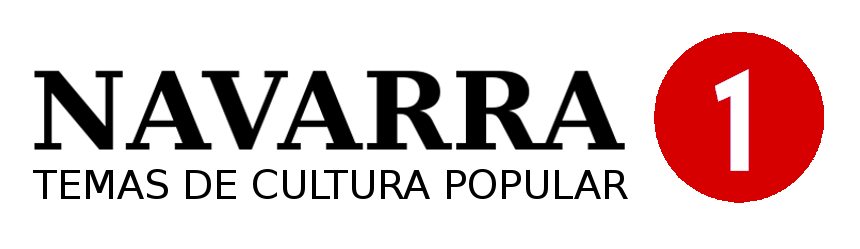
Recreación de la cabecera del número 1, dedicado a San Francisco Javier

Navarra. Temas de Cultura Popular fue una colección editada por la Dirección de Turismo, Bibliotecas y Cultura Popular de la Diputación Foral de Navarra, que llegó a unos 400 números sobre temas diversos, pero principalmente de carácter histórico, cultural y etnográfico. Se inició en 1967 a instancias del entonces máximo responsable, Jaime del Burgo Torres. Hacia finales del siglo XX se realizaron las últimas publicaciones.

## Contenidos

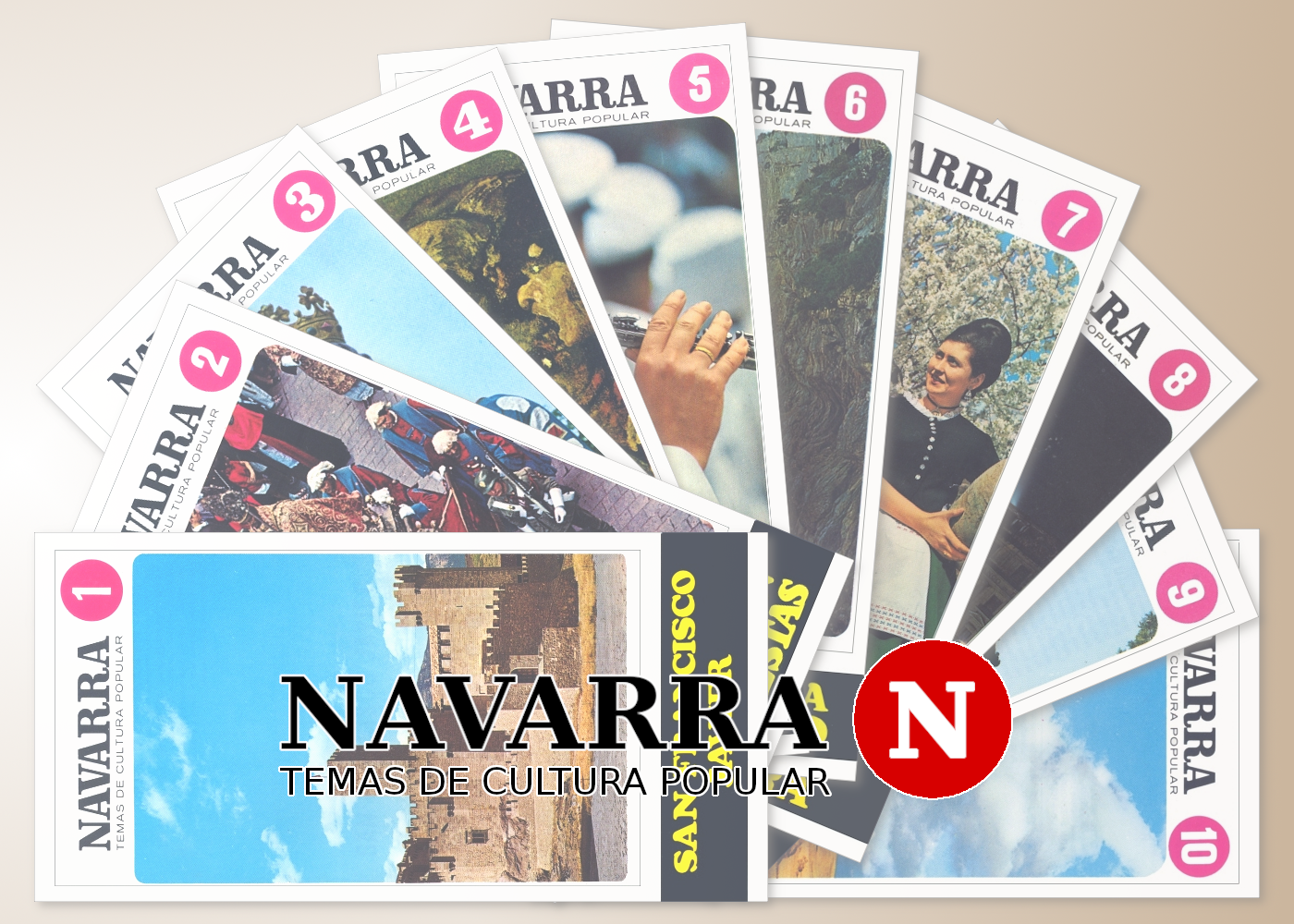
Navarra. Temas de Cultura Popular (primeras portadas)

## Autores
La relación de autores que participaron en esta colección supera el centenar (128). Del total, tan sólo 5 escritoras. Sin embargo, hay algo más de la mitad (52) repiten en algún número. Con todo, es una veintena de autores la más prolífica (239 números). A saber:
| Autores                              | Números |
| Jimeno Jurío, José María             | 43      |
| Campo Jesús, Luis del                | 21      |
| Castro Álava, José Ramón             | 18      |
| Díez y Díaz, Alejandro               | 15      |
| Gil Gómez, Luis                      | 14      |
| Ordóñez Fernández, Valeriano         | 14      |
| Otazu Ripa, Jesús Lorenzo            | 13      |
| Burgo Torres, Jaime del              | 11      |
| Videgáin Agós, Fernando              | 11      |
| Baleztena, Ignacio (Premín de Iruña) | 10      |
| Zudaire Huarte, Eulogio              | 10      |
| Martinena Ruiz, Juan José            | 9       |
| Recondo, José María                  | 8       |
| Arbeiza, Teófilo de                  | 7       |
| Fernández Marco, Juan Ignacio        | 7       |
| Idoate, Florencio                    | 7       |
| Urtasun Villanueva, Benito           | 6       |
| Ilarri Zabala, Manuel                | 5       |
| Moral, Tomás                         | 5       |
| Salinas Quijada, Francisco           | 5       |

| Autoras                             | Números |
| Baleztena Ascárate, Dolores         | 2       |
| Mezquíriz de Catalán, María Ángeles | 2       |
| Garro Rojas, Sonia                  | 1       |
| Huici Goñi, María del Puy           | 1       |
| Hurtado de Saracho, Arántzazu       | 1       |